# Tom Vaughan (reżyser)
Tom Vaughan (ur. 5 września 1969 w Glasgow) – brytyjski reżyser filmowy i telewizyjny.

Ukończył studia na University of Bristol ze stopniem BA (Bachelor of Arts) w 1990 roku.

## Wybrana filmografia
- 2006 – Miłosna układanka (Starter for 10)
- 2008 – Co się zdarzyło w Las Vegas (What Happens in Vegas)
- 2010 – Środki nadzwyczajne (Extraordinary Measures)
- 2012 – Tajna agentka (So Undercover)
- 2013 – Endeavour: Sprawy młodego Morse’a (1 sezon, 2 odc. „Fugue”)
- 2014 – Anglik, który mnie kochał (Some Kind of Beautiful)
- 2015 – Doktor Foster (1 sezon, pierwsze trzy odcinki)
- 2016 – Wiktoria (1 sezon, pierwsze trzy odcinki)
- 2018 – Prasa (serial telewizyjny)
- 2020 – The Singapore Grip (serial telewizyjny)